# Zunft St. Niklaus

Wappen der Zunft St. Niklaus

Die Zunft St. Niklaus ist eine Quartierzunft in der Stadt Zürich in der Schweiz. Sie wurde am 28. Dezember 1933 anlässlich der bevorstehenden zweiten Eingemeindung der Gemeinden Oerlikon, Affoltern, Seebach und Schwamendingen in die Stadt Zürich durch 88 Gründungszünfter gegründet. Als Pate stand die Zunft zur Schmiden zur Seite.
Das Zunftgebiet umfasst heute den Zürcher Stadtkreis 11. Schwamendingen wurde im Jahr 1971 zum Stadtkreis 12. 1975 wurde demzufolge die Zunft Schwamendingen gegründet, der die Zunft St. Niklaus als «Göttizunft» zur Seite stand.
Namengebend für die Zunft ist eine St.-Niklaus-Kapelle des Zürcher Grossmünsters in Schwamendingen, die schon im 12. Jahrhundert bestanden hatte. Sie stand auf dem Platz der heutigen evangelisch-reformierten Kirche Schwamendingen.
Das Zunftwappen vereinigt die wesentlichen Embleme der Wappen der drei Gemeinden: Pflugschar (Oerlikon), Glatt (Seebach) und Stern (Affoltern, Seebach).
Aktueller Zunftmeister (seit 2022) ist Stephan Klarer.

## Am Sechseläuten

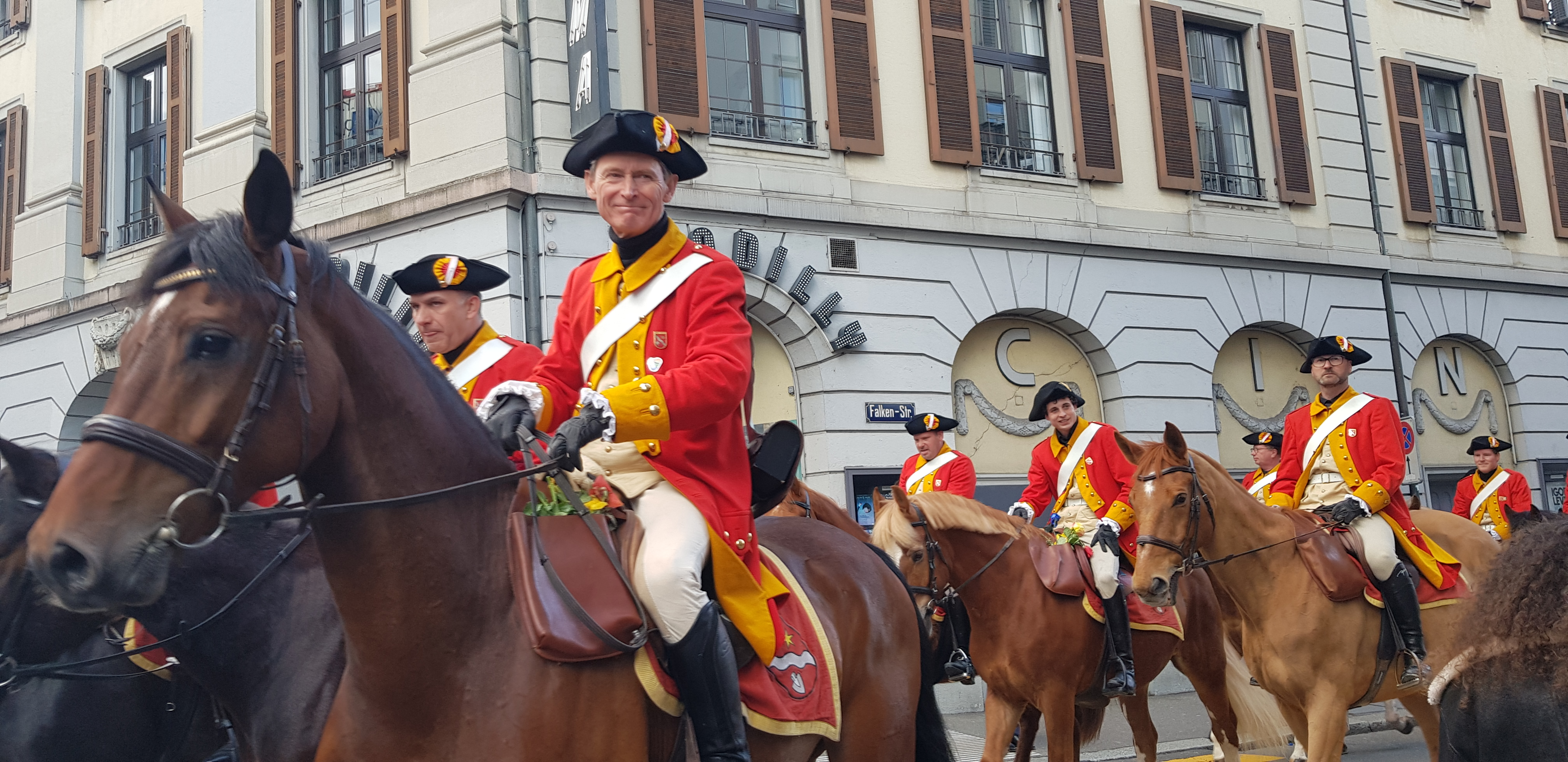
Die Kyburger Dragoner der Zunft St. Niklaus am Sechseläuten 2023

Bis 1442, also auch zur Zeit der Brunschen Zunftrevolution vom 7. Juni 1336, war das Gebiet um Oerlikon Teil der Grafschaft Kyburg. Die Zunft stellt am Sechseläuten die Brauchrechnung (Zinsabgabe) auf der Kyburg um ca. 1750 dar. Damals war Kyburg eine Landvogtei der Stadt Zürich.

## Zunftspiel und Zunftreiter

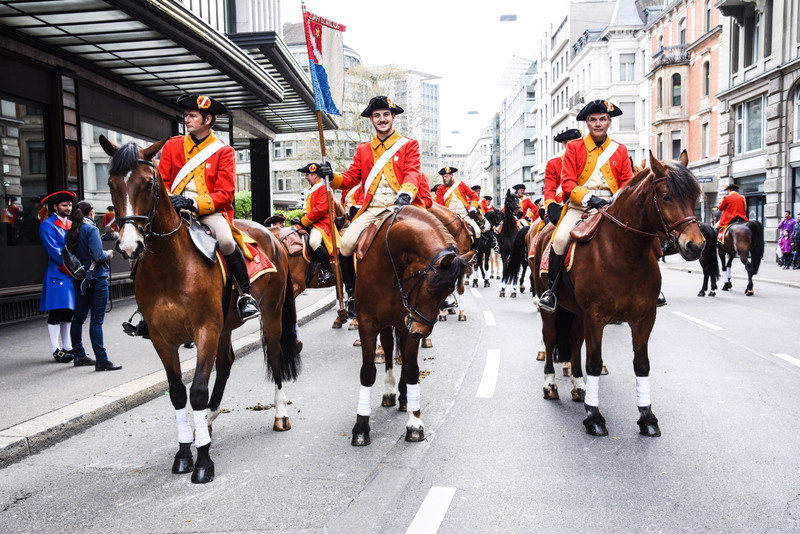
Die Kyburger Dragoner

Das Zunftspiel wird aus den Reihen der Stadtharmonie Zürich Oerlikon-Seebach gestellt. Dieses ist ein ausgebautes sinfonisches Blasorchester der Höchstklasse mit rund 80 Amateurmusikerinnen und -musikern.
Die Zunftreiter stellen Kyburger Dragoner dar. Dabei handelt es sich um eine historisch verbürgte Dragonerkompanie, die sich aufgrund ihrer Verdienste in der Zweiten Schlacht von Villmergen das Vorrecht verdiente, die rot-gelbe Uniform zu tragen.

## Ehemalige Zunftmeister
- Dr. Attilo Bonomo, 1933–1953
- Georg Kempf, 1953–1960
- Ulrich Steiger, 1960–1971
- Dr. Wilhelm Schubiger, 1971–1977
- Dr. Paul Vock, 1977–1986
- Erich Lang, 1986–1991
- Peter Klarer, 1991–2001
- Matthias Keller, 2001–2006
- Willy Günther, 2006–2014
- Ruedi Vontobel, 2014–2022

(Quelle)

## Zunfthaus
Die grossen Zunftanlässe finden im Restaurant Carlton an der Bahnhofstrasse in Zürich statt. Im Quartier trifft man sich im Hotel Restaurant Sternen in Zürich Oerlikon.